# CiteSeerX
CiteSeerX (tên cũ CiteSeer) là một công cụ truy vấn và thư viện số công cộng dành cho các bài báo khoa học và học thuật, chủ yếu trong lĩnh vực máy tính và khoa học thông tin.
Mục tiêu của CiteSeer là nhằm cải thiện việc phổ biến và tiếp cận các tài liệu học thuật và khoa học. Là một dịch vụ phi lợi nhuận có thể được sử dụng tự do bởi bất kỳ ai, CiteSeer đã được xem như một phần của phong trào truy cập mở, vốn đang nỗ lực giúp thay đổi ngành xuất bản học thuật và khoa học để mở rộng quyền tiếp cận các tài liệu khoa học. CiteSeer cung cấp siêu dữ liệu Open Archives Initiative của tất cả các tài liệu được lập chỉ mục và liên kết các tài liệu được lập chỉ mục (nếu được) với các nguồn siêu dữ liệu khác như DBLP và ACM Portal. Để khuyến khích dữ liệu mở, CiteSeerX chia sẻ dữ liệu của mình cho các mục đích phi thương mại theo giấy phép Creative Commons.
CiteSeer được xem là tiền thân của các công cụ tìm kiếm học thuật như Google Scholar và Microsoft Academic Search. Các công cụ và kho lưu trữ giống CiteSeer thường chỉ thu thập tài liệu từ các trang web có sẵn công khai và không thu thập dữ liệu từ các trang web của nhà xuất bản. Vì lý do này, các tác giả có tài liệu được cung cấp miễn phí có khả năng xuất hiện trong chỉ mục này cao hơn.